# Веб-компоненты
Веб-компоненты — технология, которая позволяет создавать многократно используемые компоненты в веб-документах и веб-приложениях. Веб-компоненты поддерживаются веб-браузерами напрямую и не требуют дополнительных библиотек для работы.
Модель веб-компонентов подразумевает инкапсуляцию и совместимость отдельных HTML-элементов.
На данный момент частичная поддержка существует в браузерах Chrome, Firefox, Opera и Safari. Для браузеров не поддерживающих веб-компоненты реализованы полифилы.
Веб-компоненты включают три технологии, каждая из которых может использоваться отдельно от других:
- Custom Elements — API для создания собственных HTML элементов.
- HTML Templates — тег <template> позволяет реализовывать изолированные DOM-элементы.
- Shadow DOM — изолирует DOM и стили в разных элементах.

Стандартизацией данных технологий занимается Консорциум Всемирной паутины (W3C). Текущие версии спецификаций располагаются в GitHub репозитории webcomponents Архивная копия от 17 сентября 2017 на Wayback Machine.